# Partido dos Comunistas Italianos
O Partido dos Comunistas Italianos (em italiano: Partito dei Comunisti Italiani, PdCI) foi um partido político de Itália.
O partido foi fundado em 1998, como uma cisão do Partido da Refundação Comunista - por sua vez, fundado em 1991, como  movimento  contrário à dissolução do Partido Comunista Italiano, depois de haver englobado a Democracia Proletária e o  Partido Comunista da Itália (marxista-leninista). Esta cisão pretendia continuar a apoiar o governo de centro-esquerda de Massimo d'Alema.
O partido fez várias alianças eleitorais com o centro-esquerda, sendo membro da A Oliveira.
Após sair do parlamento em 2008, o partido fez alianças com outros partidos de esquerda e extrema-esquerda, em especial, com a Refundação Comunista.
No final de 2014, o Comitê Central do Partido decidiu renomeá-lo como Partido Comunista da Itália, recuperando a denominação dos anos 1920. Afinal, em 2016, o Partido Comunista da Itália é dissolvido para aderir ao novo Partido Comunista Italiano.

## Resultados eleitorais

### Eleições legislativas

#### Câmara dos Deputados
| Data | Votos   | %         | Deputados | +/- | Status            | Coligação                |
| ---- | ------- | --------- | --------- | --- | ----------------- | ------------------------ |
| 2001 | 620 859 | 1,7 (#12) | 0 / 630   |     | Extra-parlamentar |                          |
| 2006 | 884 127 | 2,3 (#8)  | 16 / 630  | 16  | Governo           |                          |
| 2008 | N/D     | N/D       | 0 / 630   | 16  | Extra-parlamentar | A Esquerda - O Arco-Íris |
| 2013 | N/D     | N/D       | 0 / 630   | =   | Extra-parlamentar | Revolução Civil          |

#### Senado
| Data | Votos | %   | Deputados | +/- | Status            | Coligação                |
| ---- | ----- | --- | --------- | --- | ----------------- | ------------------------ |
| 2001 | N/D   | N/D | 2 / 315   |     | Oposição          | A Oliveira               |
| 2006 | N/D   | N/D | 5 / 315   | 3   | Governo           | A União                  |
| 2008 | N/D   | N/D | 0 / 315   | 5   | Extra-parlamentar | A Esquerda - O Arco-Íris |
| 2013 | N/D   | N/D | 0 / 315   | =   | Extra-parlamentar | Revolução Civil          |

### Eleições europeias
| Data | Votos         | %             | Deputados     | +/-           | Coligação                         |
| ---- | ------------- | ------------- | ------------- | ------------- | --------------------------------- |
| 1999 | 622 261       | 2,0 (#12)     | 2 / 87        |               |                                   |
| 2004 | 787 613       | 2,4 (#8)      | 2 / 78        | =             |                                   |
| 2009 | N/D           | N/D           | 0 / 72        | 2             | Lista Comunista e Anticapitalista |
| 2014 | Não concorreu | Não concorreu | Não concorreu | Não concorreu | Não concorreu                     |